# Rynket stenfrø
Rynket stenfrø (Lithospermum arvense) er en enårig, 15-50 centimeter høj plante i rublad-familien. Den ligner lægestenfrø, men bladene sidder fjernt fra hinanden og de er uden tydelige sidestrenge. Den gullighvide krone er 5-9 millimeter. Delfrugterne er trekantede, brune, vortede og matte.
I Danmark er rynket stenfrø temmelig almindelig på agerjord og i grusgrave bortset fra dele af Jylland. Den blomstrer i maj og juni.